# 棚村克行
棚村克行（TANAMURA Katsuyuki，1989年8月3日—），日本男子水球運動員，亦為日本國家男子水球隊成員。沖繩縣出生，畢業於筑波大学，現時在岐阜縣体育協会任職，隸屬於柏崎Bourbon水球俱樂部。

## 簡歷
2014年9月，棚村克行代表日本出戰韓國仁川舉行的亞運會水球比賽項目，協助球隊贏得銀牌。